# 杉もと
杉もと（すぎもと）は、東京都中央区銀座6丁目7-19 ミクニ銀座ビルディング５Fで杉本修一がオーナーシェフを務める日本料理店。

## 概要
2005年（平成17年）港区麻布台にて創業。天然の地魚を中心に、特に日本酒にこだわり、黒龍酒造（福井県）、「獺祭」を製造する旭酒造でも紹介されている。
2016年（平成28年）7月20日、銀座6丁目並木通り沿いに移転。
南青山に在るCross kitchen10名程度の少人数制のお料理教室で講師も務める
（様々なカテゴリーの料理を専門性の高い先生や有名シェフに習え、イベントスペースとしても利用できる。）
日本橋三越「秋の逸品会」 Hotel New Otani Tokyo
2017年9月9日・10日、ホテルニューオータニ東京　日本橋三越「秋の逸品会」に出店。
銀座「杉もと」の「鯛めし弁当（車海老・唐墨入り）」と定番のおもたせ「味わい三種類（真鯛の山椒焼き・黒毛和牛そぼろ煮・干し海老の綿）」を用意。